# Diócesis de Jinotega
La diócesis de Jinotega (en latín: Dioecesis Xinotegana) es una circunscripción eclesiástica de la Iglesia católica en Nicaragua. Se trata de una diócesis latina, sufragánea de la arquidiócesis de Managua. Desde el 10 de mayo de 2005 su obispo es Carlos Enrique Herrera Gutiérrez, de la Orden de Frailes Menores.

## Territorio y organización
La diócesis tiene 9755 km² y extiende su jurisdicción sobre los fieles católicos de rito latino residentes en el departamento de Jinotega.
La sede de la diócesis se encuentra en la ciudad de Jinotega, en donde se halla la Catedral de San Juan.
En 2021 en la diócesis existían 61 parroquias.

## Historia
La prelatura territorial de Jinotega fue erigida el 18 de junio de 1982 con la bula Libenti quidem animo del papa Juan Pablo II, obteniendo el territorio de la diócesis de Matagalpa.
El 30 de abril de 1991 fue elevada a diócesis con la bula Quod Praelatura Xinotegana del papa Juan Pablo II.

## Estadísticas
Según el Anuario Pontificio 2020 la diócesis tenía a fines de 2019 un total de 311 225 fieles bautizados.
| Año                                                                             | Población            | Población | Población      | Sacerdotes | Sacerdotes    | Sacerdotes    | Bautizados por sacerdote | Diáconos permanentes | Religiosos | Religiosos | Parroquias |
| Año                                                                             | Bautizados católicos | Total     | % de católicos | Total      | Clero secular | Clero regular | Bautizados por sacerdote | Diáconos permanentes | Varones    | Mujeres    | Parroquias |
| ------------------------------------------------------------------------------- | -------------------- | --------- | -------------- | ---------- | ------------- | ------------- | ------------------------ | -------------------- | ---------- | ---------- | ---------- |
| 1990                                                                            | 190 150              | 230 000   | 82.7           | 12         | 10            | 2             | 15 845                   |                      | 2          | 11         | 10         |
| 1999                                                                            | 211 000              | 275 000   | 76.7           | 16         | 14            | 2             | 13 187                   |                      | 5          | 31         | 13         |
| 2000                                                                            | 215 000              | 285 000   | 75.4           | 18         | 15            | 3             | 11 944                   |                      | 4          | 33         | 14         |
| 2001                                                                            | 210 000              | 290 000   | 72.4           | 15         | 12            | 3             | 14 000                   |                      | 4          | 31         | 11         |
| 2002                                                                            | 205 000              | 295 000   | 69.5           | 18         | 15            | 3             | 11 388                   |                      | 3          | 33         | 11         |
| 2003                                                                            | 254 985              | 326 985   | 78.0           | 21         | 18            | 3             | 12 142                   |                      | 6          | 39         | 11         |
| 2004                                                                            | 263 000              | 354 015   | 74.3           | 23         | 20            | 3             | 11 434                   |                      | 5          | 33         | 11         |
| 2013                                                                            | 322 000              | 333 000   | 96.7           | 29         | 24            | 5             | 11 103                   |                      | 8          | 26         | 24         |
| 2016                                                                            | 331 440              | 343 566   | 96.5           | 30         | 25            | 5             | 11 048                   |                      | 10         | 20         | 14         |
| 2019                                                                            | 311 225              | 462 396   | 67.3           | 37         | 30            | 7             | 8411                     |                      | 8          | 21         | 16         |
| Fuente: Catholic-Hierarchy, que a su vez toma los datos del Anuario Pontificio. |                      |           |                |            |               |               |                          |                      |            |            |            |

## Episcopologio
- Pedro Lisímaco de Jesús Vílchez Vílchez † (18 de junio de 1982-10 de mayo de 2005 retirado)
- Carlos Enrique Herrera Gutiérrez, O.F.M., desde el 10 de mayo de 2005